# Инженер-флагман
Инженер-флагман — воинские звания Морских Сил Рабоче-Крестьянской Красной Армии Союза ССР (МС РККА СССР) были введены Постановлением ЦИК СССР и СНК СССР от 22 сентября 1935 года утверждены постановлением Совета Народных Комиссаров СССР № 2591 для Морских Сил РККА СССР от 22 сентября 1935 года и объявлены приказом Народного Комиссара обороны № 144 от 26 сентября 1935 года.

Звания инженер-флагманов были отменены 7 мая 1940 года в связи с введении новых званий утверждённых Указом Президиума Верховного совета СССР «Об установлении воинских званий высшего командного состава Военно-Морского Флота».
Были трёх рангов, соответствуя в РККА — комбригу (3-й), комдиву (2-й), комкору (1-й); а также командарму 2-го ранга (флота), которое никому не присваивалось. Военно-технический состав, занимающий должности на кораблях, носил галуны жёлтого (золотого) цвета, весь остальной военно-технический состав носил галуны белого (серебряного) цвета.